# Windhoos
Een windhoos is een wervelwind (een snel draaiende kolom lucht) die vaak als een trechtervormige slurf onder een onweerswolk zichtbaar is. Vooral in de zomerperiode, maar soms ook in de winter, gaan buien zo nu en dan vergezeld van windhozen. De hoos trekt met de bui mee en kan een spoor van vernielingen achterlaten.
Soms bevat de windhoos objecten die tijdens de tocht over het aardoppervlak zijn opgezogen. De zichtbare slurf bestaat net als een wolk uit waterdruppeltjes. De windsnelheden bij een windhoos kunnen zeer lokaal oplopen tot enkele honderden kilometers per uur en de passage van een hoos gaat gepaard met een enorm lawaai. Een beginnende windhoos waarbij de slurf de grond (nog) niet raakt, noemt men een funnel of tuba.
Gemiddeld enkele malen per jaar veroorzaken windhozen zeer plaatselijk een enorme ravage. Vaak worden zware windstoten, die ook veel schade aanrichten, aangezien voor windhozen. Of werkelijk sprake is geweest van een hoos kan in de regel pas achteraf worden vastgesteld aan de hand van verslagen van ooggetuigen en de aard van de schade.

## Ontstaan
Windhozen zijn moeilijk voorspelbaar, maar de weersomstandigheden waarbij ze het meest voorkomen zijn wel te karakteriseren. De verschillen in temperatuur en vochtigheid tussen de lucht aan het aardoppervlak en op grote hoogte in de atmosfeer moeten heel groot zijn. Bovendien moet op zo'n 10 kilometer hoogte een zeer sterke wind staan (straalstroom). In een dergelijke situatie ontstaan de enorme buienwolken die hozen kunnen bevatten.
In de nazomer en het najaar ontstaan de meeste buien boven de relatief warme zee of meer. Hozen die bij buien boven water optreden en het land niet bereiken worden waterhozen genoemd. Onweersbuien kunnen behalve windhozen en waterhozen ook catastrofale valwinden veroorzaken.

## Kracht
De kracht van een windhoos wordt uitgedrukt in de schaal van Fujita: lopend van F0 voor een lichte tot F5 voor een catastrofale hoos. In een caravan of tent is men kwetsbaarder dan in een gebouw. Zo waren er op Ameland zowel op 11 augustus 1972 (4 doden) als op 17 augustus 1992 (1 dode) slachtoffers te betreuren toen een windhoos over een camping trok.
In 1981 is er zelfs een Fokker F28 (NLM Cityhopper-vlucht 431) ter plaatse van Moerdijk neergestort toen deze door een windhoos vloog. De rechtervleugel werd blootgesteld aan tegenovergestelde krachten van +6,8G en −3,7G. In totaal ruim rond de 10G, terwijl de vleugel maar ontworpen was voor 4G. Hierdoor scheurde de betreffende vleugel af. Hierbij overleden alle 17 inzittenden.

## Tornado
Een zware windhoos wordt tornado genoemd. De kans dat een gebied in Noordwest-Europa wordt getroffen door een tornado is zeer klein. Tornado's, die in vergelijking met windhozen aanzienlijke schade kunnen aanrichten, zijn hier zeer zeldzaam en het gebied waarin ze optreden is meestal niet groter dan een smalle baan van twee tot enige tientallen kilometers lengte en enkele honderden meters breedte. In het Engels wordt het woord tornado overigens op windhozen van alle sterktes toegepast.

## Windhozen in Nederland en België
In België komen naar schatting 10 windhozen per jaar voor, terwijl in Nederland er naar schatting zo'n 35 windhozen per jaar voorkomen die soms aanzienlijke schade veroorzaken. In Nederland komt dit neer op 8,4 tornado's per 10.000 km2 per jaar. Ter vergelijking: in Florida bedraagt dit 3,6 tornado's per 10.000 km2 per jaar. Hieronder een aantal voorbeelden van opmerkelijke windhozen in Nederland:
- 1 augustus 1674: De zomerstorm van 1674 richtte grote schade aan in het huidige België en Nederland. In de stad Utrecht ontstond daarin een tornado die een enorme ravage veroorzaakte. Vermoedelijk was het een F4 tornado.
- 10 augustus 1925: De stormramp van 1925 trok over Brabant, Nijmegen, de Achterhoek en Twente. Het ging hier om een F4 tornado.
- 1 juni 1927: De stormramp van 1927 trof de Achterhoek. Klasse F4.
- De tornado van 23 augustus 1950: Deze trok over de Veluwe en was waarschijnlijk zwaarder dan de veel bekendere windhoos te Chaam en Tricht van 25 juni 1967.
- 27 maart 1966: in Winterswijk verwoest een tornado het Winterswijkse Feestgebouw aan de Haitsma Mulierweg. Ook in de omgeving ontstaat veel schade: aan de Groenloseweg, de Morgenzonweg en de Wilhelminastraat waaien daken geheel of gedeeltelijk weg. De plaatselijke voetbalclub WVC verliest het dak van de kantine.[4]
- De windhozen van 25 juni 1967: Eerst trof een windhoos het Belgische Oostmalle, waarna deze in Nederland in Chaam en Tricht grote vernielingen aanrichtte. In Tricht werd een woonwijk compleet vernield. Er vielen 7 doden, 32 mensen raakten gewond en 500 mensen uit Tricht raakten dakloos. De windhoos wordt door het KNMI betiteld als een van de zwaarste ooit in Nederland.[5] Voor het eerst in de geschiedenis werd er op de ochtend van 25 juni een waarschuwing gegeven voor windhozen tijdens het weerbericht van het radionieuws. De windhoos had de kracht van een F3 tornado.
- De Windhozen op Camping Duinoord: Op 11 augustus 1972 trof een windhoos een camping op Ameland waarbij vier doden en ruim 100 gewonden vielen.[6] Deze camping werd hierna nog tweemaal getroffen door een windhoos: op 17 augustus 1992 viel er weer een dode[7] en op 14 september 1997 was er vooral veel schade aan tenten en caravans.[8]
- 6 oktober 1981: De Fokker F28 van NLM Cityhopper-vlucht 431 vloog boven het Hollandsch Diep door een windhoos, waardoor de stuurboord vleugel afbrak door een belastingverschil op deze vleugel van rond de 10G. Alle 17 inzittenden kwamen om.[9][10][11][12]

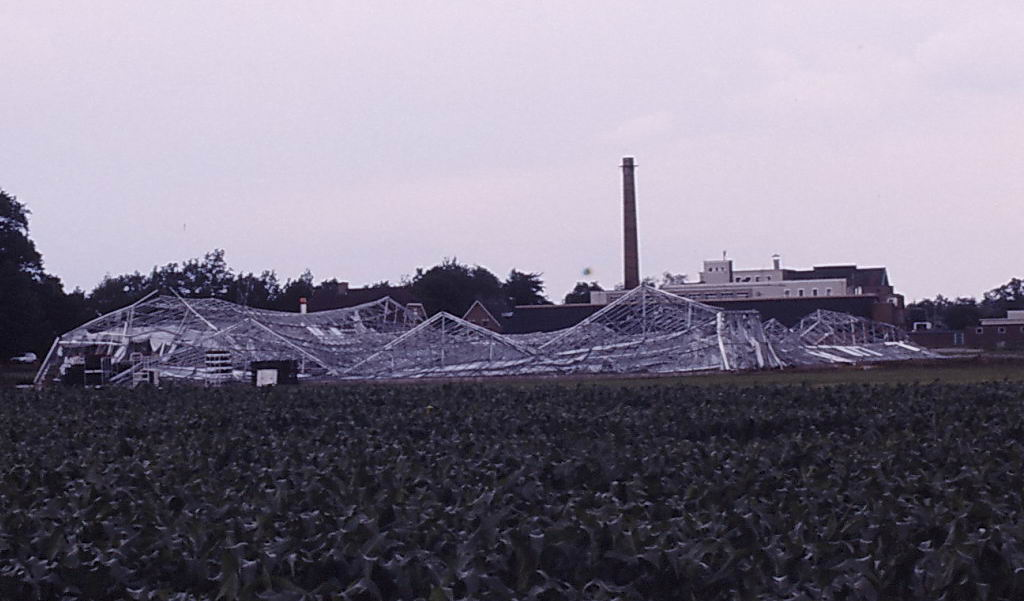
Oldebroek (1987)

- Juni 1987: In Oldebroek op de Veluwe trok een windhoos een spoor van verwoesting door de bossen. Vele boerderijen en kassen gingen tegen de vlakte en vee werd meegesleurd.
- 3 augustus 1997: Hoogvliet en Spijkenisse werden getroffen door een windhoos, die onder andere over het Ruigeplaatbos trok. Er vielen geen zwaargewonden, wel was er aanzienlijke schade.
- 9 september 1998: Een windhoos trok vanaf Apeldoorn over Teuge en Twello richting Deventer. Er vielen geen zwaargewonden, maar er was wel veel materiële schade. In het Rijsterborgherpark werden meer dan honderd bomen geveld.
- 2 juni 1999: Een vermeende windhoos bracht in de Achterhoek tussen Barchem, Ruurlo en Borculo veel schade aan. Echter volgens het KNMI is er geen bewijs dat het hier om een windhoos ging omdat er van de ooggetuigen niemand een slurf van een windhoos heeft waargenomen.[13]
- 2 juni 2003: Een windhoos trok van Warnsveld en oostelijk Zutphen richting Vorden.
- 17 juli 2004: In Breda richtte een tornado een ravage aan in de wijken Sportpark, Heusdenhout en Brabantpark. Dakpannen werden van de huizen gerukt en bomen braken als lucifers doormidden.[14]
- Op zondagavond 3 augustus 2008 werd het buitengebied van Doezum-Lutjegast-Sebaldeburen getroffen door een zware windhoos. Ongeveer vijftien gebouwen werden zeer ernstig beschadigd, waardoor een miljoenenschade ontstond. Er vielen geen slachtoffers.[15]
- Op 3 november 2013 raasde er een tornado over bedrijventerrein Broekweg in Wijk bij Duurstede.[16] Diverse bedrijven hebben enorme schade aan hun pand. Ook in woonwijk De Horden heeft de kleine tornado een ravage aangericht.
- Op 4 juni 2019 trok er een tornado van Nijmegen naar Zutphen.[17] Vooral Rheden werd zwaar getroffen. Hoewel er sprake was van grote schade, vielen er geen slachtoffers.
- In juni 2021 waren er 2 tornado's op korte tijd in Wallonië. Op 19 juni werd Beauraing getroffen. Daar werden 92 huizen beschadigd. Een week later, op 27 juni, werd Tavigny getroffen. Daar werd 1 boerderij vernield.  [18]
- Op 21 oktober 2021 trok er om 2.15 uur 's nachts een tornado over een woonwijk in Barendrecht.[19]. Er was sprake van grote schade aan onder andere voertuigen en huizen. Vier personen raakten gewond. [20]
- Op 27 juni 2022 trof een tornado Zierikzee. Eén dode en negen gewonden.
- Op 3 januari 2024 trof een windhoos Putte en Sint-Katelijne-Waver.
- Op 25 september 2024 trof een tornado de bossen tussen Arnhem en Apeldoorn. [21]